# N2051
FOMA N2051（フォーマ・エヌ に ぜろ ごー いち）は、日本電気・NECによって開発された、NTTドコモの第三世代携帯電話「FOMA」端末である。

## 概要
世界初の ニューロポインター™ を搭載した最初の携帯電話として発売された。インカメラを内蔵しているが、テレビ電話には対応していない。カメラ性能はメインカメラがCMOS 35万画素(総画素数) ・31万画素(有効画素数)、テレビ電話用のサブカメラがCMOS 10万画素。iアプリは mova N504i と同等のものに対応している。外部メモリーにはN2001とN2002に次いで非対応となっている。
ソフトウェアの基本設計はP2102Vと同じものが使用されている。(テレビ電話機能・テレビ電話用伝言メモ機能を除く)
ボタン操作部は緑色のLEDが発光するが、シルバーでは面照光・ブラックでは文字照光となっている。(カラーリングごとに照光方式を差別化する設計は、後継のN2701には引き継がれなかったが、N2701の後継であるN2102Vには引き継がれた)
リアカバーは、電池パックと一体型となっており、卓上ホルダー用の金属端子がリアカバー側に設置されている。
(以下はリアカバーと一体型の電池パックN03の品番である・後継機のN2701に設定された電池パックN04とは互換性がある)
- シルバー (AAN29040)
- ブラック (AAN29053)

(なお、電池パックの種類についてはリチウムイオン電池である・2004年当時は3780円で販売されていた)
N2051向けに設計された卓上ホルダN02(AAN39041)は2004年当時は525円でオプション設定されていた。(N2701の発売後は卓上ホルダがN2051と共通化される)

## 内蔵 iアプリ
(以下は新規購入時に内蔵されているアプリの一覧である)
- iMapFan 地図
- ドコモ料金案内
- Futurecity Guide
- Futurecity N2051
- Petit Planet
- フォ撮ってカレンダー
- 海中対局

## 内蔵メロディ
1. Back to the future
2. サンダーバード
3. 木星
4. ジムノペディ
5. ラデッキー行進曲
6. ジュトゥヴ
7. 弦楽セレナード
8. サマータイム
9. 天国と地獄
10. トロイメライ

## 内蔵効果音
1. 黒電話
2. You've got mail
3. Calling (※黒電話にボイスが入ったもの)
4. ハウス
5. アンビエント
6. 発表！
7. トホホ
8. キラキラ

## 歴史
- 2003年1月23日 - 発売開始

## 不具合
- 2003年8月20日 - P2102V・N2051・N2701・N2102Vと併せて、クリアキーを使った場合に間違った計算結果が表示される電卓機能のバグが発見された。